# Großhausen (Kühbach)
Großhausen ist ein Gemeindeteil von Kühbach im schwäbischen Landkreis Aichach-Friedberg in Bayern. Das Pfarrdorf liegt circa eineinhalb Kilometer nordwestlich von Kühbach.

## Geschichte
Großhausen wird erstmals 888 erwähnt, als König Arnolf von Kärnten seinem Getreuen Gubo den Hof „Groseshusa“ schenkte.
Bis zum 1. Juli 1972 gehörte Haslangkreit mit dem Ortsteil Großhausen als selbstständige Gemeinde zum oberbayerischen Landkreis Aichach und kam dann im Zuge der Gebietsreform in Bayern in den neugegründeten schwäbischen Landkreis Aichach-Friedberg. Am 1. Januar 1978 erfolgte die Eingemeindung in die Marktgemeinde Kühbach.

## Baudenkmäler
Siehe auch: Liste der Baudenkmäler in Großhausen
- Katholische Pfarrkirche St. Johannes Baptist
- Pfarrhaus